# سامتريديا
سامتريديا (بالجورجية: სამტრედია) هي مدينة في إيميريتي في جورجيا تقع في الأراضي المنخفضة بين نهري رايوني وتسكينيستسقالي على بعد 244 كم غرب العاصمة تبليسي و27 كم غرب ثاني أكبر مدينة في جورجيا كوتايسي.